# 京都ジャンプステークス
京都ジャンプステークス（きょうとジャンプステークス）は、日本中央競馬会（JRA）が京都競馬場で施行する中央競馬の重賞競走（J・GIII）である。

## 概要
1999年に創設された、障害の重賞競走。高さ80cm、幅約15mのバンケット障害を使用し、遠近感に乏しい馬だけでなく、騎手にとっても難度の高い障害となっている。

### 競走条件
以下の内容は、2023年現在のもの。
出走資格：サラ系障害3歳以上
- JRA所属馬（外国産馬を含む）

負担重量：別定
- 3歳58kg、4歳以上60kg、牝馬2kg減
  - J・GI競走1着馬3kg増、J・GII競走1着馬2kg増

### 賞金
2023年の1着賞金は2900万円で、以下2着1200万円、3着730万円、4着440万円、5着290万円。

## 歴史
- 1999年 - 5歳以上の馬による重賞（J・GIII）として創設、京都競馬場の障害芝3170mで施行[2]。
- 2001年 - 馬齢表示の国際基準への変更に伴い、出走条件を「4歳以上」に変更。
- 2009年 - 開催時期を5月から11月に変更かつ、出走条件を「3歳以上」に変更。
- 2020年 - 京都競馬場整備工事に伴う開催日割の変更のため、阪神競馬場の障害芝3140mで施行（2021年・2022年も同様）[3][4]。

### 歴代優勝馬
距離のコース種別は、最後の直線コースを走行する際の馬場で記述する。
優勝馬の馬齢は、2000年以前も現行表記に揃えている。
| 回数   | 施行日         | 競馬場 | 距離    | 優勝馬             | 性齢 | タイム | 優勝騎手   | 管理調教師 | 馬主                                 |
| ------ | -------------- | ------ | ------- | ------------------ | ---- | ------ | ---------- | ---------- | ------------------------------------ |
| 第1回  | 1999年5月16日  | 京都   | 芝3170m | トキオワイルド     | 牡5  | 3:33.3 | 熊沢重文   | 山本正司   | 坂田時雄                             |
| 第2回  | 2000年5月13日  | 京都   | 芝3170m | メイショウワカシオ | 牡6  | 3:34.0 | 嘉堂信雄   | 池添兼雄   | 松本好雄                             |
| 第3回  | 2001年5月12日  | 京都   | 芝3170m | ユーセイシュタイン | 牡5  | 3:31.5 | 出津孝一   | 岩元市三   | （有）アサヒクラブ                   |
| 第4回  | 2002年5月11日  | 京都   | 芝3170m | ホッコーアンバー   | 牡7  | 3:33.4 | 熊沢重文   | 浜田光正   | 矢部幸一                             |
| 第5回  | 2003年5月17日  | 京都   | 芝3170m | ウインマーベラス   | 牡6  | 3:36.0 | 白浜雄造   | 森秀行     | （株）ウイン                         |
| 第6回  | 2004年5月15日  | 京都   | 芝3170m | クールジョイ       | 牡6  | 3:31.8 | 金折知則   | 松元茂樹   | 菱田健                               |
| 第7回  | 2005年5月14日  | 京都   | 芝3170m | エリモカントリー   | 牡5  | 3:30.6 | 嘉堂信雄   | 高橋隆     | 山本敏晴                             |
| 第8回  | 2006年5月13日  | 京都   | 芝3170m | スプリングゲント   | 牡6  | 3:38.2 | 小坂忠士   | 野村彰彦   | 加藤春夫                             |
| 第9回  | 2007年5月12日  | 京都   | 芝3170m | キングジョイ       | 牡5  | 3:31.0 | 白浜雄造   | 増本豊     | 松岡隆雄                             |
| 第10回 | 2008年5月17日  | 京都   | 芝3170m | テイエムトッパズレ | 牡5  | 3:33.3 | 佐久間寛志 | 鹿戸明     | 竹園正繼                             |
| 第11回 | 2009年11月14日 | 京都   | 芝3170m | エーシンディーエス | 牡4  | 3:31.8 | 横山義行   | 坂口正則   | （株）栄進堂                         |
| 第12回 | 2010年11月13日 | 京都   | 芝3170m | ランヘランバ       | 牡7  | 3:31.7 | 五十嵐雄祐 | 藤沢則雄   | 田中充                               |
| 第13回 | 2011年11月12日 | 京都   | 芝3170m | テイエムハリアー   | 牡5  | 3:30.4 | 白浜雄造   | 五十嵐忠男 | 竹園正繼                             |
| 第14回 | 2012年11月10日 | 京都   | 芝3170m | マサノブルース     | 騸5  | 3:31.9 | 植野貴也   | 五十嵐忠男 | 猪野毛雅人                           |
| 第15回 | 2013年11月9日  | 京都   | 芝3170m | デンコウオクトパス | 牡6  | 3:32.4 | 西谷誠     | 坂口正則   | 田中康弘                             |
| 第16回 | 2014年11月8日  | 京都   | 芝3170m | オースミムーン     | 牡5  | 3:30.7 | 中村将之   | 小野幸治   | （株）オースミ                       |
| 第17回 | 2015年11月14日 | 京都   | 芝3170m | ダンツミュータント | 牡6  | 3:35.2 | 森一馬     | 本田優     | 山元哲二                             |
| 第18回 | 2016年11月12日 | 京都   | 芝3170m | ドリームセーリング | 牡9  | 3:32.2 | 石神深一   | 田島俊明   | ライオンレースホース（株）           |
| 第19回 | 2017年11月11日 | 京都   | 芝3170m | マイネルフィエスタ | 牡7  | 3:34.1 | 植野貴也   | 中村均     | （株）サラブレッドクラブ・ラフィアン |
| 第20回 | 2018年11月10日 | 京都   | 芝3170m | タマモプラネット   | 牡8  | 3:33.5 | 熊沢重文   | 南井克巳   | タマモ（株）                         |
| 第21回 | 2019年11月9日  | 京都   | 芝3170m | ディライトフル     | 騸8  | 3:34.6 | 白浜雄造   | 大久保龍志 | （株）ノースヒルズ                   |
| 第22回 | 2020年11月14日 | 阪神   | 芝3140m | タガノエスプレッソ | 牡8  | 3:29.6 | 平沢健治   | 五十嵐忠男 | 八木良司                             |
| 第23回 | 2021年11月13日 | 阪神   | 芝3140m | ケンホファヴァルト | 牡8  | 3:28.3 | 熊沢重文   | 森秀行     | 中西宏彰                             |
| 第24回 | 2022年11月12日 | 阪神   | 芝3140m | ホッコーメヴィウス | 騸6  | 3:26.2 | 黒岩悠     | 清水久詞   | 北幸商事（株）                       |
| 第25回 | 2023年11月11日 | 京都   | 芝3170m | エコロデュエル     | 牡4  | 3:38.7 | 草野太郎   | 岩戸孝樹   | 原村正紀                             |
| 第26回 | 2024年11月9日  | 京都   | 芝3170m | スマイルスルー     | 牡4  | 3:33.4 | 高田潤     | 斉藤崇史   | 吉田勝己                             |

#### 各回競走結果の出典
- JRA年度別全成績
  - （2022年）“第5回 阪神競馬 第3日” (PDF).   日本中央競馬会. p. 4. 2022年11月13日閲覧。（索引番号：32032）
  - （2021年）“第5回 阪神競馬 第3日” (PDF).   日本中央競馬会. p. 4. 2021年11月14日閲覧。（索引番号：32032）
  - （2020年）“第5回 阪神競馬 第3日” (PDF).   日本中央競馬会. p. 4. 2020年11月15日閲覧。（索引番号：32032）
  - （2019年）“第5回 京都競馬 第3日” (PDF).   日本中央競馬会. p. 4. 2019年11月10日閲覧。（索引番号：31032）
  - （2018年）“第5回 京都競馬 第3日” (PDF).   日本中央競馬会. p. 4. 2019年11月10日閲覧。（索引番号：31032）
  - （2017年）“第5回 京都競馬 第3日” (PDF).   日本中央競馬会. p. 4. 2017年11月12日閲覧。（索引番号：30032）
  - （2016年）“第5回 京都競馬 第3日” (PDF).   日本中央競馬会. p. 4. 2016年11月13日閲覧。（索引番号：31032）
  - （2015年）“第5回 京都競馬 第3日” (PDF).   日本中央競馬会. p. 4. 2016年11月13日閲覧。（索引番号：31032）
  - （2014年）“第5回 京都競馬 第1日” (PDF).   日本中央競馬会. p. 4. 2016年11月26日閲覧。（索引番号：31008）
  - （2013年）“第5回 京都競馬 第3日” (PDF).   日本中央競馬会. p. 4. 2016年11月26日閲覧。（索引番号：31032）
  - （2012年）“第5回 京都競馬 第3日” (PDF).   日本中央競馬会. p. 4. 2016年11月26日閲覧。（索引番号：31032）
  - （2011年）“第6回 京都競馬 第3日” (PDF).   日本中央競馬会. p. 4. 2016年11月26日閲覧。（索引番号：33032）
  - （2010年）“第6回 京都競馬 第3日” (PDF).   日本中央競馬会. p. 8. 2016年11月26日閲覧。（索引番号：32032）

- netkeiba.comより（最終閲覧日：2014年11月11日）
  - 1999年、2000年、2001年、2002年、2003年、2004年、2005年、2006年、2007年、2008年、2009年、2010年、2011年、2012年、2013年、2014年

- JBISサーチ 2015年11月16日閲覧
  - 2015年